# Еленор (Західна Вірджинія)
Еленор (англ. Eleanor) — місто (англ. town) в США, в окрузі Патнем штату Західна Вірджинія. Населення — 1542 особи (2020).

## Географія
Еленор розташований за координатами 38°32′15″ пн. ш. 81°55′32″ зх. д. / 38.53750° пн. ш. 81.92556° зх. д. (38.537528, -81.925437).  За даними Бюро перепису населення США в 2010 році місто мало площу 5,51 км², з яких 5,50 км² — суходіл та 0,01 км² — водойми.

### Клімат
| Клімат : Еленор       | Клімат : Еленор | Клімат : Еленор | Клімат : Еленор | Клімат : Еленор | Клімат : Еленор | Клімат : Еленор | Клімат : Еленор | Клімат : Еленор | Клімат : Еленор | Клімат : Еленор | Клімат : Еленор | Клімат : Еленор | Клімат : Еленор |
| Показник              | Січ.            | Лют.            | Бер.            | Квіт.           | Трав.           | Черв.           | Лип.            | Серп.           | Вер.            | Жовт.           | Лист.           | Груд.           | Рік             |
| Середній максимум, °C | 5,6             | 7,2             | 12,8            | 19,4            | 24,4            | 28,3            | 30,0            | 30,0            | 26,7            | 20,6            | 13,9            | 7,8             | 18,9            |
| Середній мінімум, °C  | −5              | −3,9            | 0,0             | 5,0             | 10,0            | 15,6            | 17,8            | 17,2            | 13,3            | 7,2             | 1,7             | −2,8            | 6,1             |
| Норма опадів, мм      | 76              | 71              | 97              | 86              | 99              | 86              | 112             | 97              | 81              | 64              | 79              | 74              | 1021            |
| --------------------- | --------------- | --------------- | --------------- | --------------- | --------------- | --------------- | --------------- | --------------- | --------------- | --------------- | --------------- | --------------- | --------------- |
| Джерело: Weatherbase  |                 |                 |                 |                 |                 |                 |                 |                 |                 |                 |                 |                 |                 |

## Демографія
Згідно з переписом 2010 року, у місті мешкало 1518 осіб у 624 домогосподарствах у складі 445 родин. Густота населення становила 276 осіб/км².  Було 659 помешкань (120/км²).
Расовий склад населення:
| - 98,0 % — білих - 0,3 % — корінних американців - 0,3 % — азіатів - 0,1 % — чорних або афроамериканців |

До двох чи більше рас належало 1,0 %. Частка іспаномовних становила 0,9 % від усіх жителів.
За віковим діапазоном населення розподілялося таким чином: 21,5 % — особи молодші 18 років, 59,2 % — особи у віці 18—64 років, 19,3 % — особи у віці 65 років та старші. Медіана віку мешканця становила 41,9 року. На 100 осіб жіночої статі у місті припадало 95,6 чоловіків;  на 100 жінок у віці від 18 років та старших — 90,0 чоловіків також старших 18 років.
Середній дохід на одне домашнє господарство  становив 62 012 долари США (медіана — 51 414), а середній дохід на одну сім'ю — 74 744 долари (медіана — 63 529). Медіана доходів становила 44 906 доларів для чоловіків та 30 250 доларів для жінок. За межею бідності перебувало 3,6 % осіб, у тому числі 0,0 % дітей у віці до 18 років та 6,5 % осіб у віці 65 років та старших.
Цивільне працевлаштоване населення становило 933 особи. Основні галузі зайнятості: освіта, охорона здоров'я та соціальна допомога — 27,9 %, виробництво — 13,9 %, науковці, спеціалісти, менеджери — 10,1 %, мистецтво, розваги та відпочинок — 9,8 %.